# Jean Vilar
Jean Vilar, (Sète, 25 de marzo de 1912- 28 de mayo de 1971) fue un actor de teatro y cine, director de escena, director de teatro y escritor francés.
En 1947, fundó el Festival de Aviñón, que dirigió hasta su desaparición, mientras ejercía el cargo de director del Teatro Nacional Popular (TNP) de 1951 a 1963. Su influencia fue de suma importancia en el panorama cultural de la Francia de la posguerra.
El TNP desempeñó un papel fundamental en la formación de numerosos actores, incluyendo a Georges Wilson, Philippe Noiret, Jeanne Moreau y Silvia Monfort. Durante la década de 1950, alcanzó su apogeo bajo la dirección de Jean Vilar, destacando actores como Gérard Philipe (1922-1959), quien interpretó roles emblemáticos bajo su dirección, como los protagonistas de El Cid, Lorenzaccio o El príncipe de Hombourg.

## Biografía
Jean Vilar, nacido el 25 de marzo de 1912 en Sète, Francia, dejó una huella imborrable en el teatro francés. Tras estudiar en el Conservatorio Nacional de Arte Dramático de París, comenzó su carrera como actor de renombre. 
En 1947, Vilar fundó el Teatro Nacional Popular (TNP), una compañía subvencionada por el Estado, con la misión de hacer el teatro accesible a un amplio público y destacar obras clásicas y contemporáneas. Es famoso por desempeñar un papel fundamental en la democratización del teatro en Francia, organizando giras por todo el país, incluso en zonas rurales, y llevando así el arte teatral a un amplio público.  
Jean Vilar también desempeñó un papel esencial en el apoyo a nuevos talentos, colaborando con dramaturgos de renombre como Jean Genet y Bertolt Brecht. De 1947 a 1971, dirigió el Festival de Aviñón, convirtiéndolo en un evento cultural de renombre mundial centrado principalmente en el teatro y las artes escénicas. Su fallecimiento el 28 de mayo de 1971 marcó el fin de una era, pero su legado perdura como visionario de la democratización cultural y la promoción de las artes escénicas en Francia. 

## Trayectoria

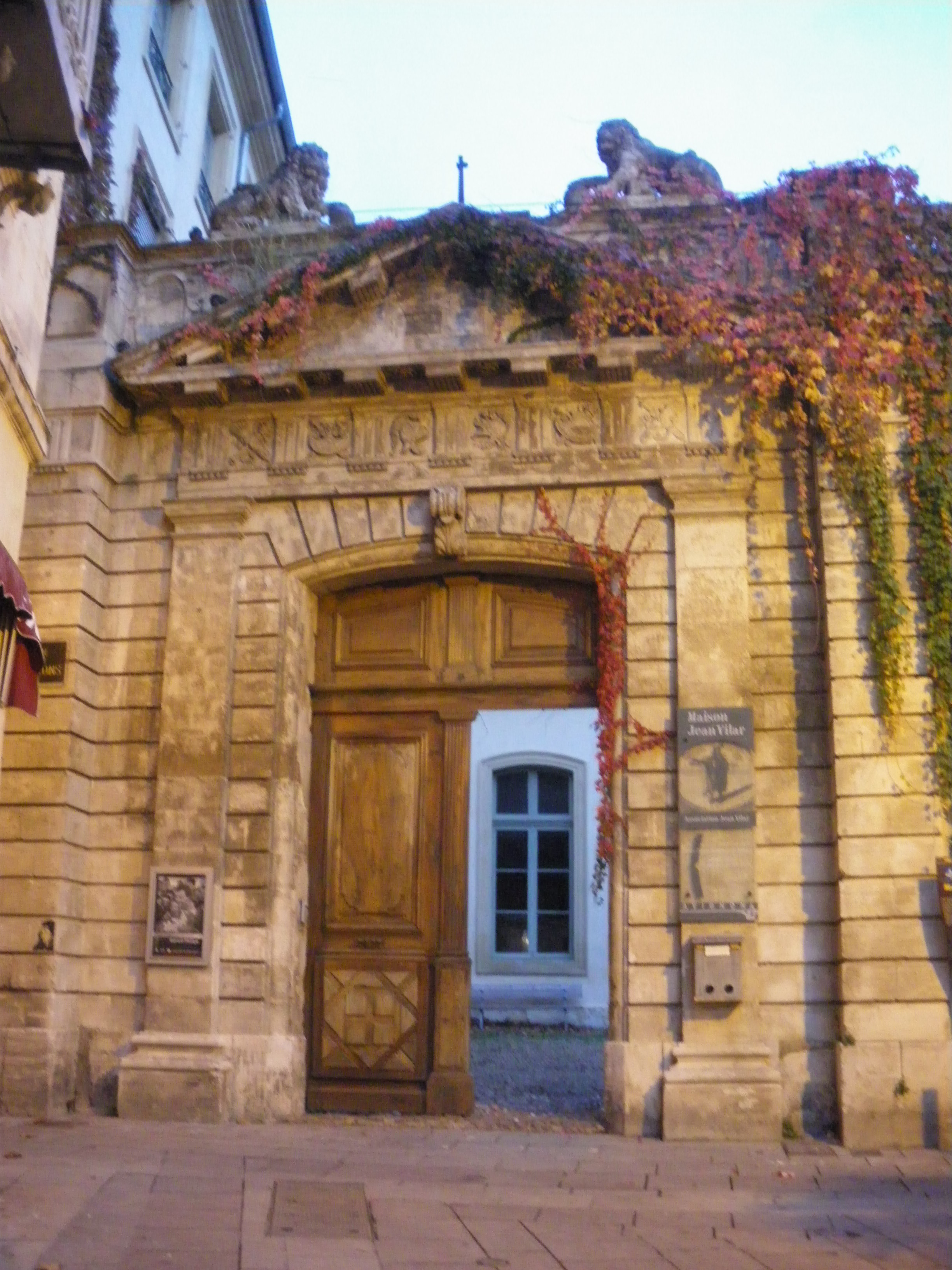
Entrada de la Casa Jean Vilar, en Aviñón, sede de la Fundación Jean Vilar.

Su primer montaje fue "La danza de los muertos", de August Strindberg.Alcanzó fama como buen actor y escenógrafo en 1945, gracias a la obra "Asesinato en la catedral" , de T.S. Eliot. Dos años más tarde creó el Festival de Teatro de Aviñón (Festival de Aviñón). 
Fue nombrado director del Théâtre National Populaire en 1951.Trató de que fuera más popular reduciendo los precios de las entradas y haciendo más concisas las escenas. Además, llevó los temas más activos y polémicos socialmente a la escena a partir de 1961, como el fascismo o la Guerra de Argelia. 
Su mandato concluyó en 1963 y continuó su trabajo en los festivales que había creado. Dictó seminarios de dirección teatral en el extranjero.  Entre otros realizó uno invitado por el gobierno Argentino. Se trataba de un seminario en el Laboratorio del actor, al que asistieron Carlos Gandolfo, Federico Herrero o Onfre Lovero. Además del seminario citado, dictó un curso de dirección en Estados Unidos.

### Contribución a la creación del festival de Aviñón
En 1947, durante la organización de una exposición de arte moderno que involucraba arte plástico y pictórico en la gran capilla del Palacio de los Papas de Aviñón, el crítico de arte Christian Zervos y el poeta René Char sugirieron a Jean Vilar, actor, director y líder de una compañía teatral, la idea de crear una "semana de arte dramático" para la ciudad.
En 1947, durante la organización de una exposición de arte moderno que involucraba arte plástico y pictórico en la gran capilla del Palacio de los Papas de Aviñón, el crítico de arte Christian Zervos y el poeta René Char sugirieron a Jean Vilar, actor, director y líder de una compañía teatral, la idea de crear una "semana de arte dramático" para la ciudad.

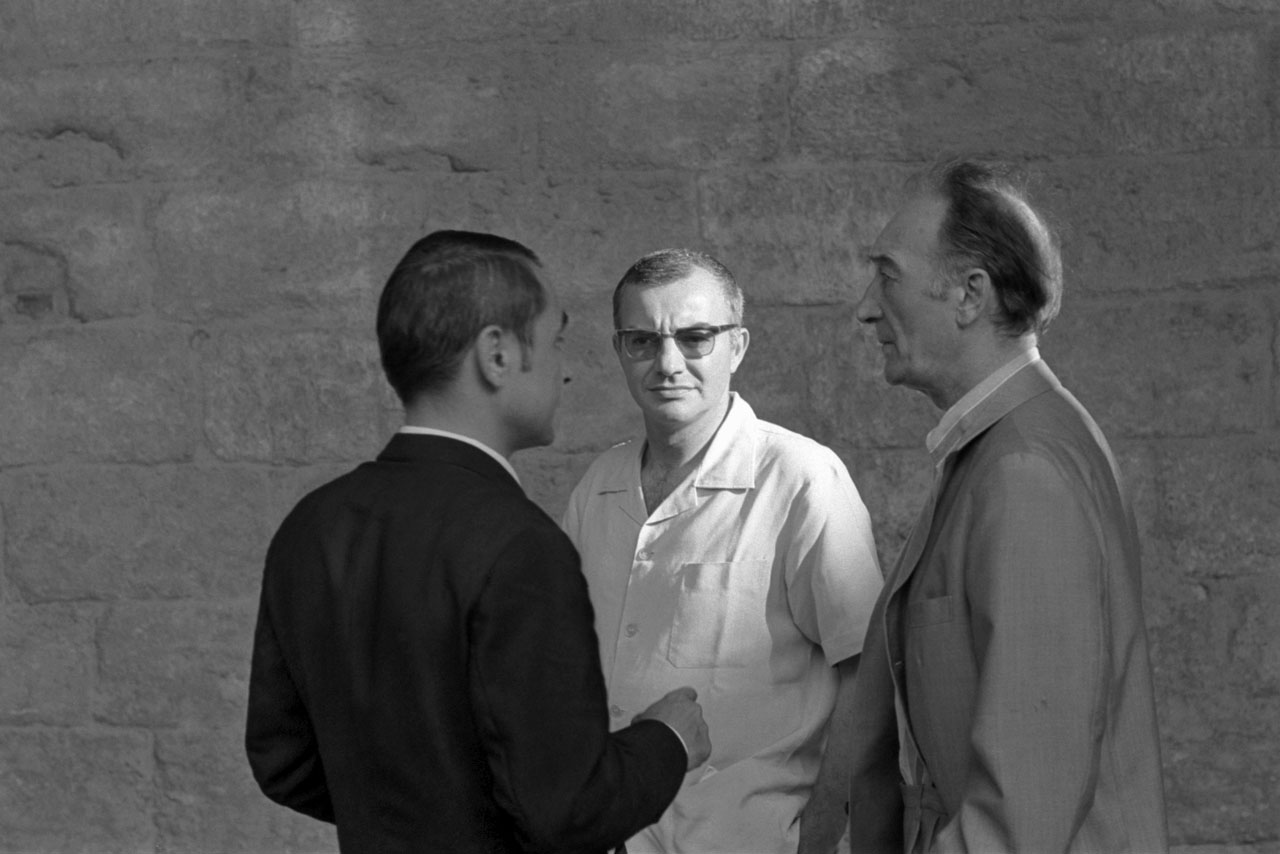
Jean Vilar al Festival de Aviñón (a la derecha)

Al principio, Jean Vilar expresó dudas sobre la ejecución de este proyecto debido a preocupaciones sobre su viabilidad técnica, y el alcalde de Aviñón, Georges Pons, no brindó el apoyo esperado. Sin embargo, la municipalidad, en el contexto de su deseo de revitalizar la ciudad después de los bombardeos de abril de 1944, finalmente aprobó el proyecto. Se acondicionó en el patio de honor del palacio de los papas para albergar este evento, lo que permitió a Jean Vilar crear "Una semana de arte en Aviñón" del 4 al 10 de septiembre de 1947.

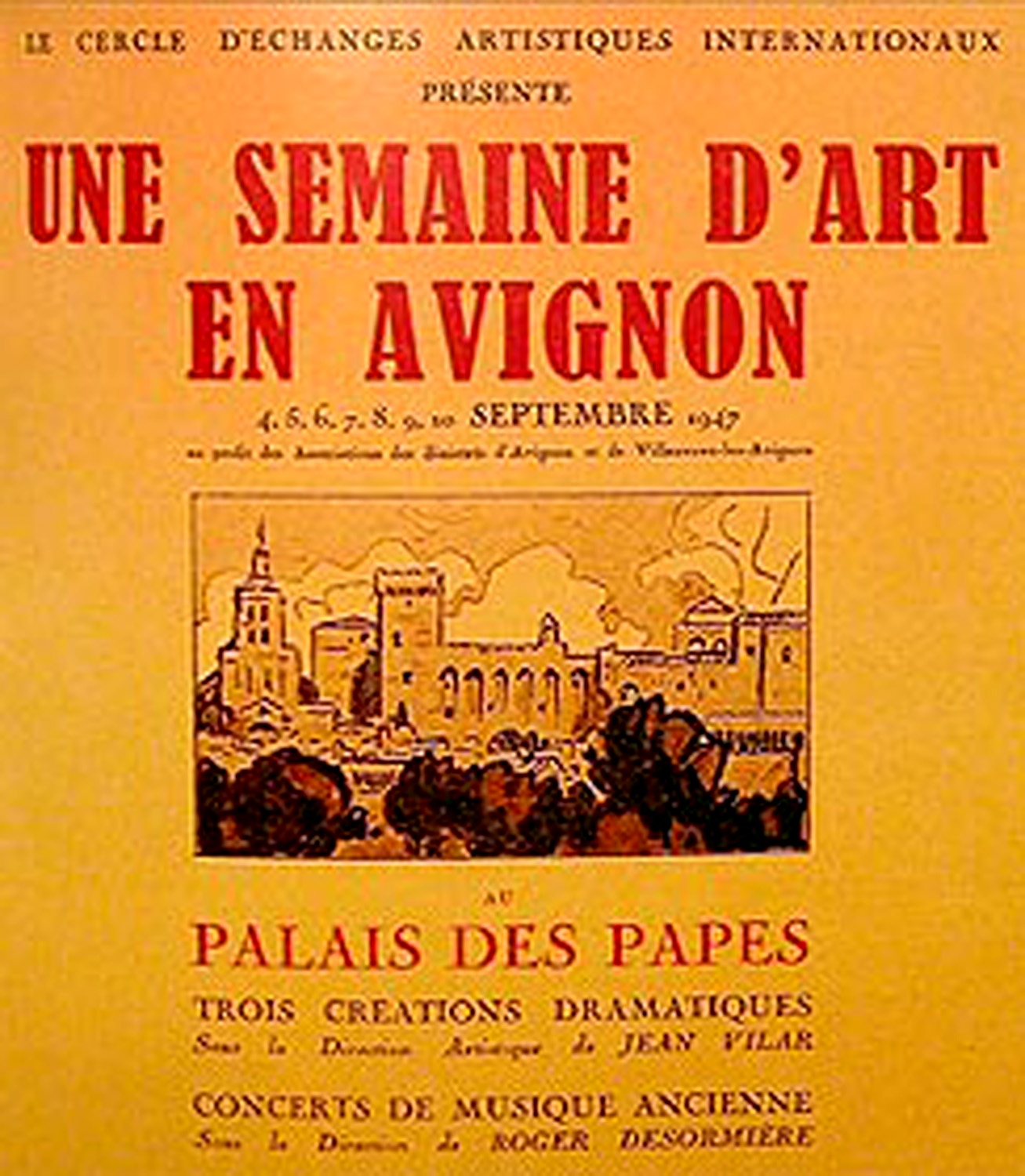
Primer cartel publicitario del festival de Aviñón (1947)

El evento atrajo a 4,800 espectadores, incluyendo 2,900 con boletos pagados (el alto número de invitados generó críticas), distribuidos en tres lugares, incluyendo el patio de honor del Palacio de los Papas, el teatro municipal y el vergel de Urbain V. Durante esa semana, se llevaron a cabo siete representaciones, que incluyeron " Ricardo II" de Shakespeare, "La Terrasse du midi" de Maurice Clavel (una obra poco conocida de un autor aún desconocido) y "L'Histoire de Tobie et de Sara" de Paul Claudel.
Dado el éxito inicial, Jean Vilar regresó al año siguiente para otra Semana de arte dramático, que incluyó la reposición de "La tragedia del rey Ricardo II" y las creaciones de Danton's Death de Georg Büchner y Shéhérazade de Jules Supervielle, las cuales él mismo dirigió. Originalmente concebido como una Semana de arte dramático, este evento se transformó en julio de 1948 para convertirse en el famoso Festival de Aviñón.